# Casato di Henneberg

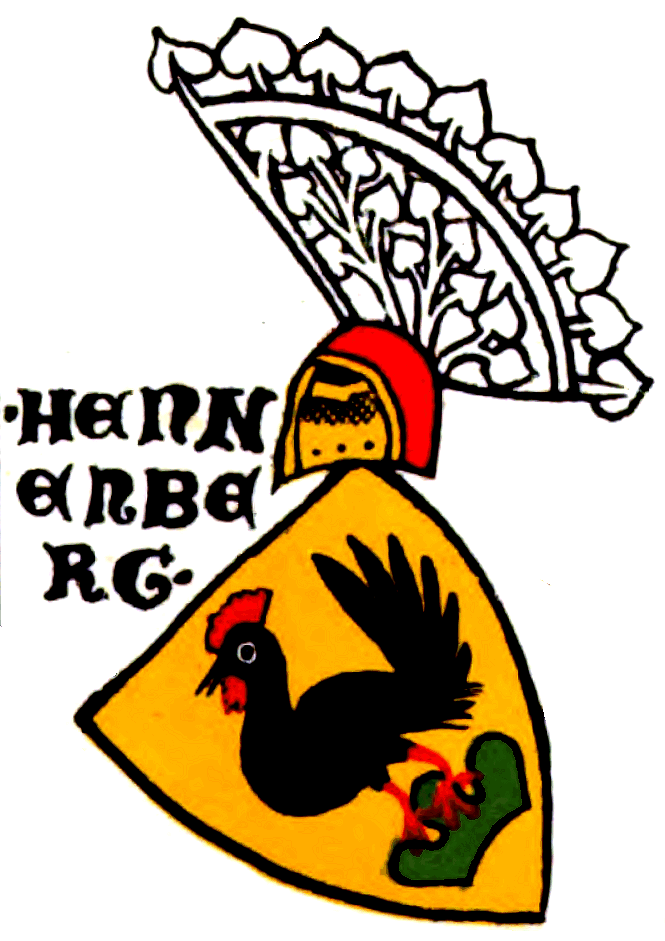
Stemma del Casato di Hennenberg

Il Casato di Henneberg era una famiglia nobile che dall'XI secolo possedeva diversi territori compresi nel Ducato di Franconia.
La famiglia godeva del titolo di Conte (Grafen), elevato in seguito al rango di Conte principesco (Gefürstete Grafschaft).

## Origini
Il casato viene fatto risalire alla valle del Medio Reno, a est della moderna Francia. L'antenato conosciuto più antico è Cariberto di Hesbaye, un nobile della Neustria, da cui discendono Roberto il Forte e i Robertingi. Dai robertingi derivano le dinastie dei Capetingi e dei Babenberg.

## Conti di Henneberg
La casata nasce con Poppo I, primo conte di Henneberg. Le proprietà della famiglia erano collocate nei pressi del castello di Henneberg, vicino a Meiningen, e appartenevano al ducato d'origine di Franconia. Si trovavano a sud-ovest del crinale Rennsteig nella foresta della Turingia, formando quindi il confine con i possedimenti detenuti dai langravi di Turingia a nord. Nel 1096 il conte Godebold II di Henneberg prestò servizio come burgravio dei vescovi di Würzburg. Nel 1137 fondò l'abbazia di Vessra vicino a Hildburghausen come monastero della casa di famiglia.